# دان إنغلز
دان إنغلز (بالإنجليزية: Daniel Henry Holmes Ingalls)‏ هو عالم حاسوب أمريكي، ولد في 1944 في واشنطن العاصمة في الولايات المتحدة.